# Векслер, Владимир Иосифович

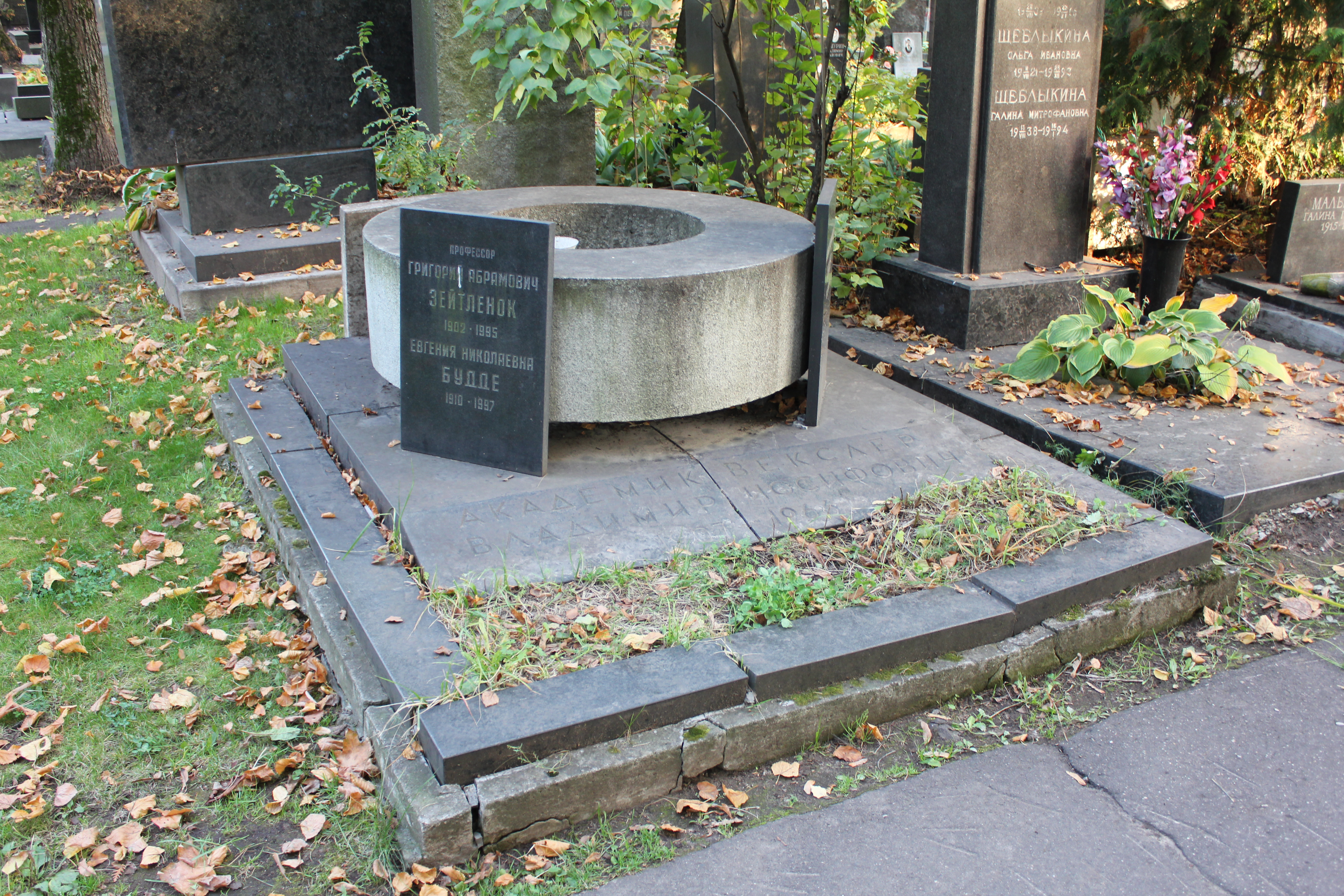
могила на Новодевичьем кладбище

Влади́мир Ио́сифович Ве́кслер (19 февраля [4 марта] 1907, Житомир, Волынская губерния, Российская империя — 22 сентября 1966, Москва, СССР) — советский физик-экспериментатор, профессор. Основоположник ускорительной техники в СССР, создатель синхрофазотрона ОИЯИ. Член-корреспондент АН СССР (1946), академик АН СССР (1958), академик-секретарь Отделения ядерной физики АН СССР (1963—1966). Лауреат Ленинской премии и Сталинской премии первой степени.

## Биография
Родился в семье инженера-электрика Иосифа Векслера. Мать Регина Владиславовна после смерти мужа в 1915 году вышла замуж за санитарного врача Н. М. Швейцера. Подростком Векслер сбежал из дома (не сошёлся с отчимом), бродяжничал и в конце концов был определён своим настоящим (биологическим) отцом Д. П. Штеренбергом в Детский городок имени III Интернационала, который курировал лично нарком просвещения А. В. Луначарский.
После окончания школы поступил на ситценабивную фабрику учеником монтёра в электромеханической мастерской. В 1927 году руководством фабрики был направлен на учёбу в Институт народного хозяйства им. Г. В. Плеханова.
Окончил Московский энергетический институт (1931). С 1930 года работал во Всесоюзном электротехническом институте, разрабатывал методы регистрации рентгеновского излучения, защитил кандидатскую диссертацию.
В 1937 году поступил в докторантуру Физического института АН СССР (ФИАН), в 1940 году защитил докторскую диссертацию и продолжал работать в ФИАН, в том числе в качестве заместителя директора. Член ВКП(б), парторг ФИАН.
В самом начале своей работы, работая на Эльбрусе и Памире с космическими лучами, Векслер открыл электронно-ядерные «ливни».
В феврале-марте 1944 года изобрёл микротрон и открыл принцип автофазировки, обосновав его теоретически (при участии Е. Л. Фейнберга), а впоследствии подтвердив экспериментально. Полтора года спустя Эдвин Макмиллан заново открыл принцип автофазировки. На основе этого принципа была создана целая серия ускорителей заряженных частиц — фазотроны, синхротроны, синхрофазотроны.
Векслер неоднократно выдвигался на соискание Нобелевской премии, но так и не получил её.
В 1947 году под руководством Векслера в ФИАН был построен первый советский синхротрон.
В 1949 году Векслер участвовал в подготовке пуска первого советского протонного ускорителя, работающего на принципе автофазировки в Гидротехнической лаборатории (в 1956 году вошедшей в состав Объединённого института ядерных исследований в г. Дубна как Лаборатория ядерных проблем).
Первый директор Лаборатории высоких энергий ОИЯИ и научный руководитель создания протонного ускорителя на 10 ГэВ, пуск которого состоялся в 1957 году; в течение трёх с половиной лет дубненский синхрофазотрон оставался самым крупным в мире.
Соавтор открытия антисигма-минус гиперона, сделанного на дубненском синхрофазотроне большим коллективом учёных стран социалистического содружества в 1960 году.
Всесторонне изучил процессы рождения странных частиц, вызываемые π-мезонами.
Векслер предложил принцип когерентного ускорения частиц. В 1956—1957 годах заложил основы коллективных методов ускорения частиц и был одним из пионеров метода их ускорения с помощью плазмы.
Создал свою научную школу в области физики ускорителей.
В. И. Векслер — автор двух научных открытий, которые занесены в Государственный реестр открытий СССР: «Автофазировка в циклических резонансных ускорителях» под № 10 с приоритетом от 1944 г. и «Антисигма-минус-гиперон» под № 59 с приоритетом от 1960 г..

## Память
- Российская академия наук учредила научную Премию имени В. И. Векслера (1994);
- Имя носит Лаборатория физики высоких энергий им. В. И. Векслера и А. М. Балдина ОИЯИ;
- В честь Векслера названы улицы в Дубне, Житомире и ЦЕРНе (Список улиц ЦЕРНа[англ.]), переулок в Одессе.

## Награды и премии

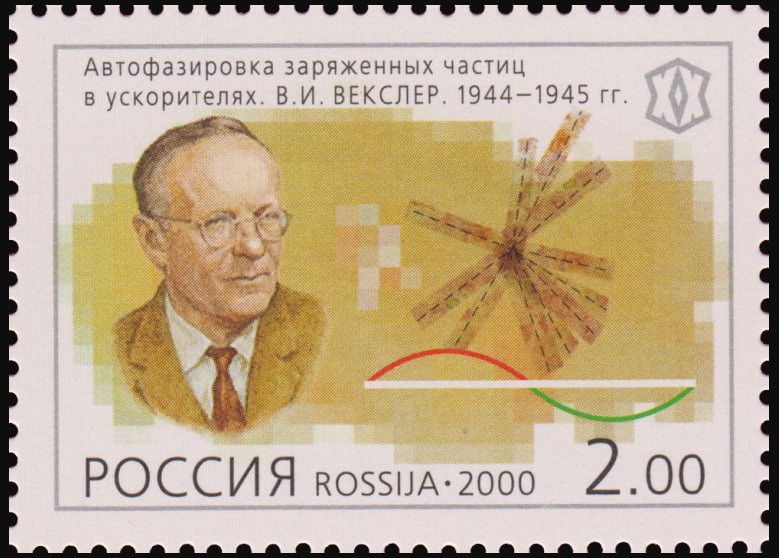
Марка Почты России с В. И. Векслером

- 3 ордена Ленина (10.06.1945; 1951; 1953)
- орден Трудового Красного Знамени (1962)
- медали
- Лауреат Ленинской премии (1959), Сталинской премии первой степени (1951).
- Премия «За мирный атом» (1963)[6].

## Семья
Первая жена — Нина Александровна Сидорова (1910—1961), историк-медиевист, доктор исторических наук. Дочь — Екатерина Владимировна Сидорова (1932—2016), доктор биологических наук.
Вторая жена — Галина Григорьевна Зейтленок (1932—2012). Сын Михаил (1963—2005).

## Основные работы
- Векслер В., Грошев Л., Добротин Н. Экспериментальные методы ядерной физики. — М.-Л.: Издательство Академии наук СССР, 1940. — 324 с.
- Векслер В., Грошев Л., Исаев Б. Ионизационные методы исследования излучений. — М.-Л.: Гос. изд-во техн.-теорет. лит., 1949. — 424 с.
- Ускорители атомных частиц. М., 1956.
- Вторичная эмиссия атомных частиц при бомбардировке металлов положительными ионами малых и средних энергий. — Ташкент: Фан, 1970. — 243 с.